# Núria Cervera i Bardera
Núria Cervera i Bardera (Montcada i Reixac, 25 de novembre de 1923, Montcada i Reixac, 30 d'agost de 2019) fou una impulsora de la memòria històrica, vinculada al teixit associatiu i la primera dona a ocupar un càrrec polític a l'Ajuntament de Montcada i Reixac.

## Biografia
És la filla de Joan Cervera i Sisó i Consol Bardera i Bardosa, que tenien una botiga al carrer Major. Són pare va ser víctima de la repressió després de la guerra civil. Compromesa amb la reivindicació del paper de la dona en la societat, hi va donar un gran impuls a la memòria històrica i va fundar la Fundació Cultural Montcada.
Es va formar des de l'any 1928 a l'Escola Nacional i el 1931, ingressa a l'escola de les Germanes Dominiques, a Montcada i Reixac. En esclatar la guerra civil espanyola, el 1936, canvia passa a l'Escola Nova Unificada.
En acabar el conflicte bèl·lic, el seu pare és empresonat i la seva mare va treballar per a demostrar-ne la seva innocència. Durant aquells anys Núria es va posar al davant de la botiga familiar fins que, en tornar a casa el seu pare, la família es replanteja el seu futur i es trasllada un any a Barcelona. Als divuit anys, continua estudiant però les circumstàncies familiars no li són propícies i ho ha de fer en horaris poc habituals. Cursa Càlcul Mercantil a Montcada i Reixac i Comptabilitat a l'Acadèmia Cots de Barcelona. El 1947, amb 24 anys, estudia tall i confecció a l'institut Feli de Barcelona.
El 1947, s'afilia al Centre Excursionista de Catalunya (número de sòcia 61), a l'Escola de Santa Florentina, als Minyons de Muntanya de mossèn Batlle i al grup de cant gregorià. El 1958 mor la seva mare i Núria va a treballar al taller familiar amb el seu germà Càndid. Treballa al matí i estudia a la tarda. Amb 35 anys, comença estudis d'assistent social i posteriorment de treballadora social a l'Institut Catòlic d'Estudis Socials de Barcelona. Quatre anys després obté el títol i és la segona de la seva promoció.
A la primeria dels anys 1960, comença a treballar per a Càritas del barri Can Sant Joan del seu poble natal, i hi recolza els immigrants recents en matèria d'educació i habitatge. A mitjan d'aquesta mateixa dècada, s'integra en un grup de Treball Social format pels municipis de Montcada i Reixac, Cerdanyola i Ripollet. Fruit d'aquesta col·laboració es crea, per iniciativa privada, el Centre d'Educació Especial Jeroni de Moragas per a infants amb carències psíquiques, per a les quals aleshores no hi havia cap servei adequat.
El 1980, el psichiatra Jeroni de Moragas (1901-1965) s'inclou en les escoles públiques d'educació especial del Departament d'Ensenyament de la Generalitat de Catalunya, per a infants i joves entre els tres i divuit anys amb tota mena de dèficits. El 1990, el centre es trasllada de Ripollet a Cerdanyola. A partir del 1973, Núria Cervera va col·laborar en la confecció d'un treball sociològic sobre Montcada i Reixac, Urban Montcada 1980, Va ser el primera recerca que estudiava la realitat social. A partir d'un diagnosi científica es volia llançar projectes de millora. El 1974 son pare va morir.
Va ser elegida regidora de a les primeres eleccions postfranquistes de 1979, la primera dona que va entrar en el consistori de Montcada i Reixac. A les eleccions municipals de 1987 va renovar el càrrec. El 1980 va començar a la Direcció General de Serveis Socials de la Generalitat de Catalunya com a cap de secció de programes especials, responsabilitat que va mantenir fins a la seva jubilació, a principi de la dècada de 1990.
El 1981 es prepara la creació de la Fundació Cultural Montcada, entitat que neix per estudiar i investigar la història local i recollir, unificar i conservar-ne tota la documentació. Els fundadors van ser Núria Cervera, Joan Bertran, Joan Capella, Josep M. Joan Torres, Anna Oliver i Jaume Ribera. El 1986, la Fundació Cultural rep l'estatut legal i Núria Cervera n'esdevé la presidenta.
Entre els anys 1985 i 1990, va ensenyar a l'Escola Familiar de l'Institut Catòlic d'Estudis Socials de Barcelona, com a responsable dels cursos que es feien fora de Barcelona.
Núria mor a Montcada el 30 d'Agost de 2019.

## Obres destacades
- Retalls de memòria volum i 2002 i volum ii (2016)[6] s'hi fa un repàs dels antics oficis que existien a Montcada i Reixac durant el segle XX i d'algunes de les botigues més emblemàtiques del carrer Major[5]

## Reconeixement
L'abril de 2016 va ser reconeguda filla predilecta de Montcada i Reixac.